# جامعة قويلين الطبية
جامعة قويلين الطبية (بالحروف صينية مبسطة: 桂林医学院، بالحروف صينية تقليدية: 桂林醫學院) هي جامعة حكومية صينية، تقع في قويلين قوانغشي الصين، وتقدم الجامعة برامج البكالوريوس والدراسات العليا في الطب.

## التاريخ
تأسست الجامعة الطبية في قويلين المعروف سابقا باسم مدرسة قويلين التمريضية العليا في عام 1935، وتم تحويلها لمدرسة طبية وسميت باسم مدرسة قويلين الطبية في عام 1958، والتي وافق عليها مجلس الدولة السابق للتعليم في عام 1987، ثم تمت ترقية المدرسة لكلية الطلاب الجامعيين الطبية، في عام 1993 منحت كلية ميزة تدريب الطلاب الأجانب، وفي عام 2006 أُذن للكلية بإدخال برامج الدراسات العليا، واعترف بجامعة قويلين الطبية بامتياز الجامعة من قبل وزارة التربية والتعليم في الصين في عام 2012، في الوقت الحاضر تستوعب الجامعة الطلاب الصينيين والدوليين القادمين من جنوب شرق آسيا (نيبال والهند وباكستان وفيتنام وتايلاند) في إطار المرحلة الجامعية ودرجات الدراسات العليا، تعطي جامعة قويلين الطبية الأولوية للطب السريري ويُدمج فيها علوم الصيدلة والتكنولوجيا الحيوية والفحص الطبي والتمريض. فمن جامعة متعددة الأقسام أصبحت جامعة رئيسية.

## الكليات
- كلية التكنولوجيا الحيوية.
- كلية الصيدلة.
- كلية الطب الأساسية.
- كلية الطب السريري.
- الكلية الثانية للطب السريري.
- الكلية الثالثة للطب السريري.
- كلية الطب السريري في نانشى شان.
- كلية التمريض.
- كلية التعليم الإضافي.

## الحرم الجامعي
يقع الحرم الجامعي لجامعة قويلين الطبية في لو تشون دونغ تشنغ، ويغطي الحرم مساحة إجمالية قدرها 1334.27 فدان، كما يقع الحرم قبالة فندق لي تشون  في وسط مدينة قويلين، ويقع في الحرم الجامعي واحد من أفضل المستشفيات في مقاطعة قوانغشى، وهو مستشفى تابع لجامعة قويلين الطبية، حيث يؤدي طلاب الطب التدريب فيه، كما يقع الحرم الجامعي بجوار نهر الشهير في قوانغشي نهر لي وبجوار مدينة الأمراء جينج، يحتوي الحرم الجامعي على 20 إدارة ثانوية للكليات، وستة مستشفيات تابعة للجامعة، 23 مختبرات ومعمل للتدريس السريري، وعدد 94 فصلا دراسيًا لممارسة التدريس.